# Fahrettin Koca

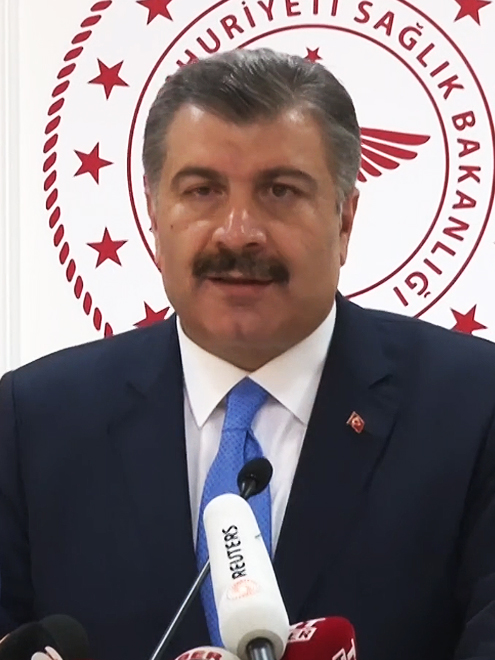
Fahrettin Koca (2020)

Fahrettin Koca (* 2. Januar 1965 in Ömeranlı, Kulu) ist ein türkischer Mediziner und parteiloser Politiker.

## Leben
Koca studierte Medizin an der Universität Istanbul. Er ist der Leibarzt von Präsident Recep Tayyip Erdoğan. Er ist der Gründer der Medipol Gesundheitsgruppe und der Istanbul Medipol-Universität. Am 9. Juli 2018 wurde Koca in das Kabinett Erdoğan IV als Minister für das Ministerium für Gesundheit als Nachfolger von Ahmet Demircan berufen. Koca ist verheiratet und hat vier Kinder.